# آنسی کوئورانتا
آنسی کوئورانتا (انگلیسی: Anssi Koivuranta؛ زادهٔ ۳ ژوئیهٔ ۱۹۸۸) اسکی‌باز پرش اهل فنلاند است.